# 米基爾·賓度
米基爾·安祖·賓度·謝雷斯（西班牙語：Miguel Ángel Pinto Jerez，1983年7月4日—）出生於智利聖地牙哥，智利足球員，司職守門員，現效力智利球會智利大學，並擔任球隊隊長。賓度於2002年首次出戰職業賽，共於2006年年初始為智利大學正選門將。

## 球會

### 智利大學
賓度於2002年臨危受命獲得智利大學徵召，出戰球會宿敵高路高路，當時首席門將受傷，而同場次席門將則被逐離場。賓度憑著出色的表現，使球會力保不失。一戰成名後，賓度在球會前途一片光明。賓度於2004年及2005年球季躍升為次選門將，成為约翰尼·埃雷拉（Johnny Herrera）的副選。2006年，靴利拿轉會至哥連泰斯，使賓度上位成為球會首席門將。2006年球季賓度因犯下低級錯誤而被受批評。但在2007年，賓度獲選為智利大學最佳球員。經過2008年成功的一季，智利大學獲得2009年南美自由盃預賽入場券，賓度於兩回合賽事表現出高水準，助球會擊敗對手帕丘卡，昂然晉級小組賽事。在小組賽作客阿雷格里港出戰甘美奧，賓度屢救險球，助球會和對手互交白卷，搶得寶貴分數。該仗賓度面對了巴西球隊射門次數多達25次。賓度在賽事10場賽事共失掉11球，其優秀表現獲得外界的垂青，更有傳墨西哥球會藍十字於2009年年中提出以120萬美元斟介他。賓度助球會贏得2009年智利春季聯賽冠軍，這亦是他贏得的首座冠軍獎盃。

## 國家隊
賓度代表智利出戰2003年南美青年盃，為U20賽事。2006年首次在國家一隊上陣，對戰科特迪瓦和愛爾蘭。前智利球練尼爾遜·阿哥斯達（Nelson Acosta）挑選賓度為2007年美洲國家盃三號門將。可是賓度因拒絕成為三號門將而沒有起程到委內瑞拉。2007年阿根廷籍教練比爾沙（Marcelo Bielsa）成為智利國家隊領隊，並將賓度選為二號門將，成為哥迪奧·巴禾的副選。2009年5月，賓度代表智利出戰麒麟盃，上陣兩場失5球。

## 個人生活
賓度自行設計自己的守門員球衣，仿傚前巴拉圭門神芝拉華特。賓度將獅子和貓頭鷹也一併混入自己的設計，這其實是智利大學的吉祥物。賓度有一名孖生兄弟名為祖安·法蘭西斯高（Juan Francisco）。賓度亦有綽號「Miguelito」和「克利普頓石」（Criptonita）。

## 榮譽

### 球會
- 智利大學
  - 智利春季足球聯賽冠軍：2009

### 個人
- 美洲最佳守門員：2009

- 南美球會盃最佳守門員：2009

- 美國偶像隊守門員：2009